# NGC 4169
NGC 4169 ist eine linsenförmige Galaxie mit aktivem Galaxienkern vom Hubble-Typ S0 im Sternbild Haar der Berenike am Nordsternhimmel. Sie ist schätzungsweise 169 Millionen Lichtjahre von der Milchstraße entfernt und hat einen Durchmesser von etwa 90.000 Lj. Gemeinsam mit NGC 4173, NGC 4174 und NGC 4175 bildet sie die Hickson Compact Group 61 (The Box).
Das Objekt wurde am 11. April 1785 von dem deutsch-britischen Astronomen William Herschel entdeckt.